# Ṭūbā

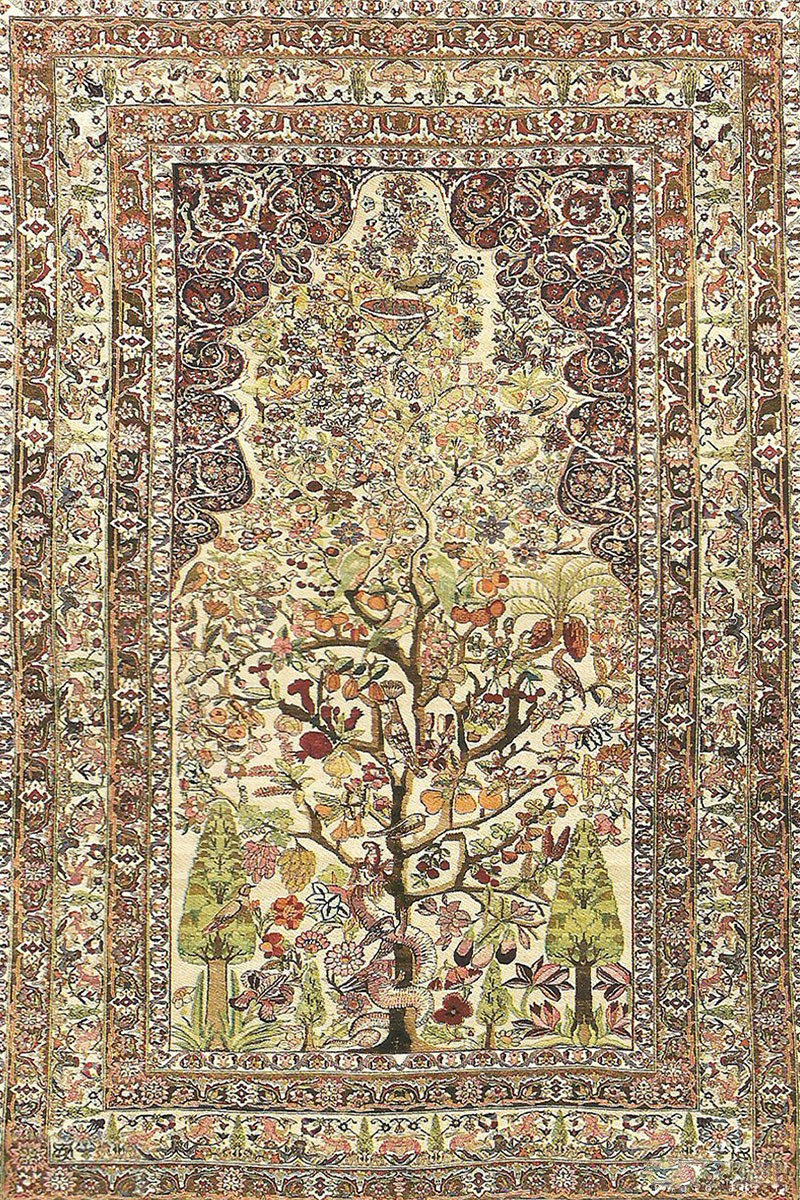
L'albero Tuba su un tappeto persiano al Museo di Mashhad

Tuba ( in arabo طُـوْبَىٰ‎?) è un termine spesso associato ad un albero che i musulmani credono cresca nell' Al- Jannah (in arabo ٱلْـجَـنَّـة‎?, il paradiso islamico).

## Storia
Il termine è menzionato solo una volta nel Corano  nel contesto della beatitudine e non è menzionato per nome. L'unica altra fonte che collega probabilmente lo stesso termine a un albero è un hadith.  Il termine ha colto l'immaginazione degli scrittori nel corso degli secoli. Ad esempio, Sohravardi ha sviluppato una storia che circonda l'antica mitologia persiana e suggerisce che è davvero un albero nel cielo in cui il mitico uccello Simurg depone le uova.  Allo stesso modo, nel 1449, Mehmed Yazıcıoğlu scrisse di un albero simile in La creazione del paradiso nel suo manoscritto chiamato Muhammediye:  
un albero che pende verso il basso ed ha le radici in alto:
così il suo splendore illumina tutti i Cieli da un capo all'altro,
inondando ogni tenda e palazzo, ogni via e piazza.
Un tale albero, la Tuba, nel quale il Compassionevole ha nascosto, nella sua linfa,
qualunque cosa e regali buoni e giusti;
da lì derivano corone, troni e gioielli, sì, e destrieri e cacciatori,
foglie dorate e cristalli più chiari, vini purissimi senza eguali.
Per il suo bene lì presente, l'ha chiamato Tuba,
poiché dalla mano di Ebu-Qasim ognuno potrebbe ricevere la sua parte.»
Secondo la tradizione islamica, quando la moglie del Profeta gli chiese il motivo per il quale baciava spesso sua figlia, egli rispose: "durante l'Ascensione ho mangiato i frutti del Tuba e quando sono tornato mi sono unito intimamente con mia moglie ed è nata Fatima. Quindi, ogni volta che bacio Fatima sento l'odore di quell'albero del Paradiso".  La città santa di Touba, in Senegal, prende il nome dall'albero. 
Il nome femminile arabo Tuba o Touba, deriva dall'albero. Tuba (spesso scritto "Tuğba") è anche un nome arabo moderno, preso in prestito dal turco, che è diventato un nome femminile comune dagli anni 1970. 